# Шорт-лист
Шорт-лист (англ. short list, букв. «короткий список») — предварительный список кандидатов на должность, премию, награду, политическую позицию и так далее, который был сокращён из более длинного списка кандидатов. Иногда сначала составляются промежуточные списки, известные как лонг-лист (англ. long list, «длинный список»). Длина шорт-листов зависит от контекста. Внесение кандидата в шорт-лист не гарантирует получение награды или должности. Формирование шорт-листа — это простой способ сокращения количества кандидатов, как правило составляется на последнем этапе состязания.

## В культуре
В случае художественных премий (по литературе, кинематографии, изобразительному искусству и так далее) шорт-лист часто публикуется и делается общедоступным. Работы, включённые в шорт-лист, внимательно изучаются судьями, из них, в конечном итоге, выбираются победители. Иногда заранее готовится лонг-лист («длинный список»), из которого выбирается шорт-лист. Лонг-лист также может быть обнародован.

### Примеры употребления
- «В Москве объявлен шорт-лист литературной премии „Ясная Поляна“. В номинации „Современная русская проза“ в него вошли шесть произведений, отобранных из 120 представленных на конкурс»[2].

## В политике
В политике шорт-лист чаще всего используется для отбора кандидатов на выборные должности в исполнительной власти или в политических партиях. В некоторых странах шорт-листы также составляются во время выборов президентов и вице-президентов.

### Примеры употребления
- «Список претендентов на пост главы Сургута заметно сократился. После собеседования члены конкурсной комиссии составят шорт-лист, из которого депутаты городской думы выберут нового градоначальника»[3].

## Этимология
Употребление термина в английском языке стало популярным с середины 1960-х годов. Из английского языка термин был заимствован в русский язык не позднее 1993 года. Первое упоминание термина шорт-лист было замечено в газете «Коммерсантъ».

## Орфография
В английском языке фраза пишется раздельно — short list, по правилам русской письменности «шорт-лист» пишется через дефис.